# Бегас, Адальберт

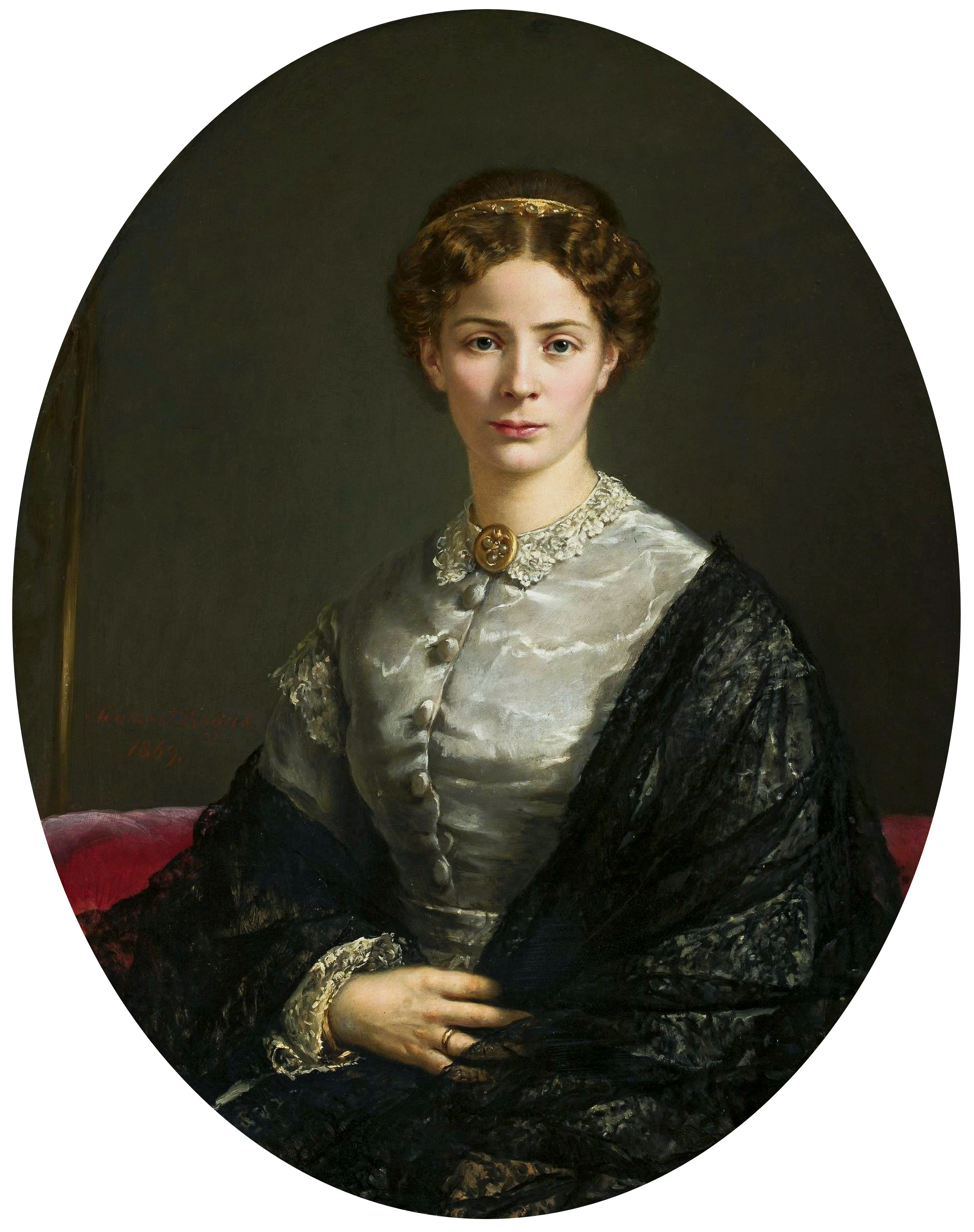
Портрет женщины в кружевной шали. 1869 г.

Адальберт Франц Евгений Бегас (нем. Adalbert Begas; 8 марта 1836, Берлин — 21 января 1888, Нерви близ Генуи, Италия) — немецкий живописец.

## Биография

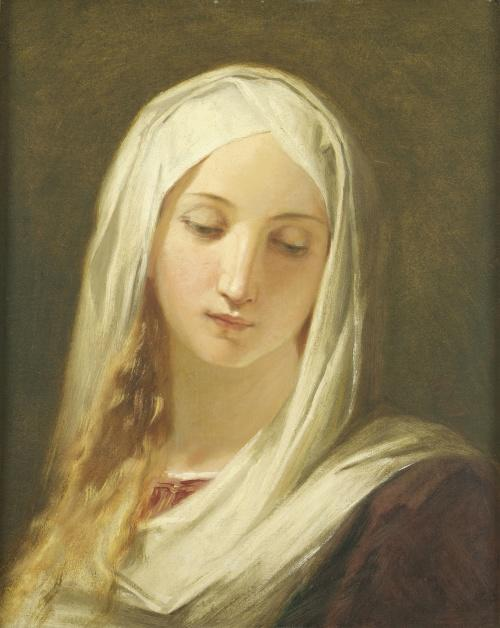
Мадонна

Родился в семье художника Карла Бегаса. Брат скульпторов и художников Карла, Рейнгольда и Оскара Бегасов.
Первые уроки мастерства получил у отца художника Карла Бегаса. Видя талант сына, отец желал, чтобы Адальберт стал гравёром и отправил его учиться в Прусскую академию художеств под руководством гравёра и литографа Густава Людерица

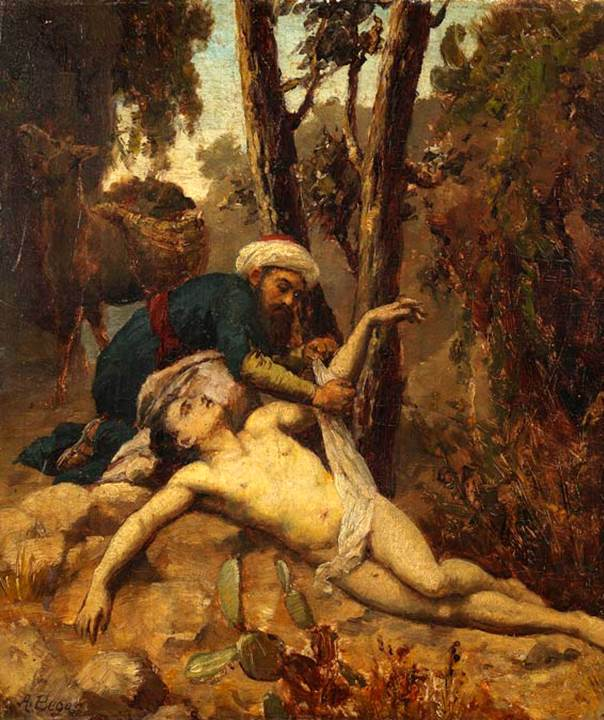
Добрый самаритянин

С целью завершить учёбу в 1849 году Адальберт отправился в Париж. Его знакомство с работами старых мастеров привело к тому, что он решил стать художником и заняться изобразительным искусством.
В 1862 году Адальберт последовал за своим братом скульптором Рейнгольдом в Великокняжескую саксонскую школу искусств в Веймаре, где стал работать в мастерской Арнольда Бёклина.
В 1864 году предпринял образовательное путешествие в Италию, где на него оказали большое влияние картины с изображением Мадонны. Вернувшись в Берлин А. Бегас зарабатывал на жизнь, прежде всего, как портретист.
Позже, автор жанровых полотен и идеализированных (часто аллегорических) женских фигур.
Часто посещал Италию (особенно Капри и Венецию), где создал ряд реалистичных и красочных жанровых картин и пейзажей.
Умер во время одной из таких поездок от заболевания лёгких.

## Память
- В честь А. Бегаса названа улица в Тиргартене (Берлин).